# Volker Spengler
Volker Spengler (Brema, 16 gennaio 1939 – Berlino, 8 febbraio 2020) è stato un attore tedesco conosciuto in Italia particolarmente per essere stato il protagonista di Un anno con tredici lune di Rainer Werner Fassbinder.

## Biografia

### Carriera
Nato a Brema, in gioventù fece il marinaio e l'apprendista. Nel 1959, iniziò a studiare recitazione a Salisburgo e a Vienna, al Max Reinhardt Seminar. Nel 1967, allo Schiller Theater di Berlino, recitò sotto la regia di Einar Schleef, Klaus Emmerich e Peter Palitzsch.
Nel 1971, esordì nella regia con Dradra di Wolf Biermann presso il Teatro da Camera di Monaco e, nel 1980, mise in scena Sorveglianza speciale di Jean Genet presso lo Studiotheater di Monaco.
Nel 1982 fu all'Opera di Stato Bavarese con Ai margini di esaurimento di Bodo Kirchhof.
Lavorò dal 1993, stabilmente, come attore presso il Berliner Ensemble. Nel 2009 fu in Amanullah Amanullah alla Volksbühne di Berlino .
Negli anni Settanta diventò particolarmente noto per la collaborazione cinematografica con Rainer Werner Fassbinder. Dal 1975 al 1981, girò Mamma Kusters va in cielo (1975), Roulette cinese (1976), Il matrimonio di Maria Braun (1978), La terza generazione (1979), Berlin Alexanderplatz (1980) e Veronika Voss, presentato in prima al Festival di Berlino nel febbraio 1982.
L'interpretazione più nota di Spengler è però quella di Elvira, il transessuale protagonista di Un anno con tredici lune che Fassbinder aveva girato nel 1978.
Dopo la morte di Fassbinder, Spengler ritornò a lavorare in teatro, ma continuando a frequentare il cinema e la televisione, diretto da registi quali Hans-Christof Stenzel (Marmo, pietra e ferro del 1980 e Obscene - Il caso di Pietro Herzel, del 1981), Christoph Schlingensief (100 Anni di Adolf - Le ultime ore nel suo bunker, Das deutsche Kettensägen Massaker, Le 120 giornate di Bottrop) e Volker Schlöndorff  (L'orco, del 1996).

### Vita privata e morte
Omosessuale dichiarato, perse nel 1994 il compagno Bob, al suo fianco da molti anni, vittima dell'AIDS. Spengler è morto nel febbraio 2020, a 81 anni.

## Filmografia
- Die zwei Herren aus Verona, regia di Harald Benesch - film TV (1966)
- Vier Stunden von Elbe 1, regia di Eberhard Fechner - film TV (1968)
- Der Kampf um den Reigen, regia di Theo Mezger - film TV (1969)
- Der Sturm , regia di Stefan Meuschel, e Fritz Kortner - film TV (1969)
- Kressin und die zwei Damen aus Jade, regia di Rolf von Sydow - episodio della serie TV Tatort (1973)
- Macbeth, regia di Hansgünther Heyme (1974)
- Il viaggio in cielo di mamma Kusters (Mutter Küsters' Fahrt zum Himmel), regia di Rainer Werner Fassbinder (1975)
- Hinzelmeier, regia di Gernot Eigler - film TV (1976)
- Nessuna festa per la morte del cane di Satana (Satansbraten), regia di Rainer Werner Fassbinder (1976)
- Roulette cinese (Chinesisches Roulette), regia di Rainer Werner Fassbinder (1976)
- Adolf und Marlene, regia di Ulli Lommel (1977)
- Bolwieser , regia di Rainer Werner Fassbinder - film TV (1977)
- Despair, regia di Rainer Werner Fassbinder (1978)
- Un anno con tredici lune (In einem Jahr mit 13 Monden), regia di Rainer Werner Fassbinder (1978)
- Il matrimonio di Maria Braun (Die Ehe der Maria Braun), regia di Rainer Werner Fassbinder (1979)
- La terza generazione (Die dritte Generation), regia di Rainer Werner Fassbinder (1979)
- Bildnis einer Trinkerin. Aller jamais retour, regia di Ulrike Ottinger (1979)
- Berlin Alexanderplatz, regia di Rainer Werner Fassbinder - miniserie TV (1980)
- Polnischer Sommer, regia di Jürgen Flimm (1981)
- Heute spielen wir den Boß, regia di Peer Raben (1981)
- Obszön - Der Fall Peter Herzl, regia di Hans-Christof Stenzel (1981)
- Bekenntnisse des Hochstaplers Felix Krull - miniserie TV (1982)
- Veronika Voss (Die Sehnsucht der Veronika Voss), regia di Rainer Werner Fassbinder (1982)
- Marmor, Stein und Eisen bricht, regia di Hans-Christof Stenzel (1982)
- Vom anderen Stern, regia di Petra Haffter - film TV (1983)
- Kein schöner Land
- Peng! Du bist tot!, regia di Adolf Winkelmann (1987)
- Schafe in Wales, regia di Christoph Schlingensief (1988)
- 100 Jahre Adolf Hitler - Die letzte Stunde im Führerbunker, regia di Christoph Schlingensief (1989)
- Kopffeuer, regia di Erwin Michelberger (1989)
- Das deutsche Kettensägen Massaker
- Bismarck, regia di Tom Toelle (1990)
- Alles Lüge, regia di Heiko Schier (1992)
- L'orco - The Ogre (Der Unhold), regia di Volker Schlöndorff (1996)
- Der aufhaltsame Aufstieg des Arturo Ui
- Die 120 Tage von Bottrop, regia di Christoph Schlingensief (1997)
- Fandango, regia di Matthias Glasner (2000)
- Die Perser
- Dirty Sky, regia di Andy Bausch (2003)
- Kammerflimmern, regia di Hendrik Hölzemann (2004)